# Zöldy Márton
Zöldy Márton (néhol Zöldi Márton; Arad, 1912. augusztus 14. – Újvidék, 1946. november 5.) háborús bűnösként elítélt csendőrszázados, aki az 1942-es újvidéki razzia idején a városban tartózkodó – a vérengzésben ellentmondásos szerepet játszó – csendőralakulatok főparancsnoka volt. 1943-ban hadbírósági eljárás indult ellene, de 1944 januárjában vádlott társaival együtt Németországba szökött, ahol beállt az SS-be. Magyarország német megszállása után hazatért és vezető szerepet játszott a hazai zsidóság deportálásában. A háború végén ismét Németországba menekült, de az amerikaiak elfogták és kiszolgáltatták Magyarországnak mint háborús bűnöst. Perét a budapesti népbíróság Grassy Józsefével együtt tartotta, mindkettejüket halálra ítélték, majd kiadták őket a jugoszláv hatóságoknak, melyek ismételten halálra ítélték és Újvidéken kivégezték őket.

## Élete
Zöldy Márton 1941–1942 között a szekszárdi csendőr gyalog tanalosztály oktatója volt, 1942 januárjában – felsőbb utasításra – egy csendőralakulat élén részt vett a délvidéki razziában, amely az ún. újvidéki vérengzésbe torkollott. 1943-ban Jászberénybe helyezték, de még ugyanabban az évben hadbírósági eljárás indult ellene és több társa ellen az újvidéki mészárlásban játszott szerepe miatt. A dr. Babós József hadbíró ezredes által elnökölt bíróság, a per IV. rendű vádlottjaként abban elmarasztalta, hogy járőrei ellenőrzésének elhanyagolásával súlyos mulasztást követett el, és tudott a törvénytelen kivégzésekről, azt azonban nem sikerült rábizonyítani, hogy személyesen is parancsot adott volna kivégzésekre. A bíróság az I.-IV. rendű vádlottakra (Feketehalmy-Czeydner Ferenc, Grassy József, Deák László és Zöldy) halálos ítéletet készült hozni, de a szabadlábon védekező vádlottak Habsburg–Tescheni Albert Ferenc főherceg segítségével Németországba szöktek, ahol beálltak az SS-be. Habár a magyar kormány kérte kiadatásukat, Hitler ezt elutasította.
1944 áprilisában (a német megszállást követően) hazatértek Magyarországra, majd Zöldy SS-tisztként (SS-oberscharführeri rangban), Dieter Wisliceny beosztottjaként, részt vett a Szeged-környéki zsidó lakosság gettósításának és deportálásának megszervezésében (egy ízben állítólag saját kezűleg is gyilkolt). Mivel SS-tagsága miatt kicsapták a csendőrségből, megpróbálta visszavetetni magát, ezt a törekvését Baky László belügyi államtitkár és Faragho Gábor csendőraltábornagy is támogatta (Baky a háború után, népbírósági perében azt vallotta, hogy kizárólag azért, mert csendőrként szolgálati úton felelősségre vonható lett volna), Otto Winkelmann azonban ezt a kérését elutasította. Zöldy ennek ellenére későbbi tevékenysége során mindvégig az SS-sapkájára feltűzve a kakastollat is használta.
1944 decemberében kinevezték a frissen felállított 25. Waffen-SS Gránátos Hadosztály tábori csendőrségének parancsnokává. Ebben a tisztségében kíméletlenül lépett fel a hadosztály rendjének fenntartásáért, egy hónap leforgása alatt legkevesebb 20 katonát koncoltak fel a parancsnoksága alatt álló csendőrök, így felettese, Grassy József hamarosan leváltotta pozíciójából. 1945 márciusában Leobenben jelentkezett szolgálatra az 1. magyar SS-sízászlóaljnál, itt is esett fogságba a háború végén.
Az amerikai OSS, magyar háborús bűnösök után kutató, Himler Márton vezette szakosztálya a nyomára akadt és letartóztatta. A Himler Márton általi kihallgatásán nem vallotta magát bűnösnek, de tiltakozott esetleges magyarországi kiadatása ellen is. Ennek ellenére 1945. októberében hazaszállították Magyarországra, ahol rövidesen a budapesti népbíróság elé állították, Grassy Józseffel együtt. A tárgyalás során Zöldyt az újvidéki vérengzésben játszott szerepéért, SS-tisztként való tevékenységéért és gyilkosságért vonták felelősségre. Az egyik tárgyalási napon  egy ellene valló tanú megtámadta és kis híján meggyilkolta, de a teremben tartózkodó őrök közbelépésének köszönhetően kisebb sebesüléssel megúszta a támadást. A bíróság mindkét vádlottat halálra ítélte, de 1946. július 10-én hét másik személlyel együtt kiadta Jugoszláviának. Itt, egy Újvidéken lefolytatott perben, a bíróság az összes vádlottat halálra ítélte. Grassyt és Zöldyt 1946. november 5-én nyilvánosan felakasztották az újvidéki katonai laktanya udvarán.